# Europsko prvenstvo u bejzbolu – Barcelona 2007.
Europsko prvenstvo u bejzbolu 2007. održavalo se u Španjolskoj, u Barceloni.
Prvenstvo je trajalo od 7. do 16. rujna 2007.

Ovo prvenstvo se ujedno vrednovalo i kao kvalifikacijski turnir za OI 2008. u Pekingu.

## Sudionici
Sudionici su bilk razvrstani u dvije skupine.
Skupina "A": Češka, Hrvatska, Švedska, Njemačka, Austrija, Nizozemska
Skupina "B": Italija, Španjolska, Ukrajina, Francuska, Rusija, Ujed. Kraljevstvo

## Natjecateljski sustav
Europski prvak izravno je stjekao pravo sudjelovanja na OI u Pekingu 2008., dok srebrni i brončani sastavi otišli su na dodatna izlučna natjecanja u Kineski Tajpeh krajem 2007.
U skupinama, u slučaju da dvije ili više momčadi ima isti količnik, primjenjuju se iduća dodatna mjerila:

- omjer međusobnih susreta
- prosjek bodova primljenih u 9 serija
- prosjek bodova postignutih u 9 serija

## Rezultati

### 1. krug
Skupina "A" 
- 1. kolo, 8. rujna

Češka - Hrvatska 4:1

Njemačka - Švedska 9:1

Nizozemska - Austrija 22:0
- 2. kolo, 9. rujna

Švedska - Hrvatska 11:2

Njemačka - Austrija 10:0

Nizozemska - Češka 11:0
- 3. kolo, 10. rujna

Njemačka - Hrvatska 8:7

Nizozemska - Švedska 14:2

Češka - Austrija 6:2
- 4. kolo, 11. rujna

Hrvatska - Austrija 8:3

Nizozemska - Njemačka 6:3

Švedska - Češka 2:1
- 5. kolo, 12. rujna

Nizozemska - Hrvatska 13:0

Njemačka - Češka 6:1

Švedska - Austrija 4:1
Češke pobjede nad Hrvatskom od 4:1 i od 6:2 nad Austrijom su poništene.
 
Registrirane su s 9:0 za Hrvatsku i Austriju.
Konačna ljestvica:
Skupina A
| Država     | Ut | Pb | Pz | Ps | Pr | RB  | Postotak |
| ---------- | -- | -- | -- | -- | -- | --- | -------- |
| Nizozemska | 5  | 5  | 0  | 66 | 5  | +61 | 1.000    |
| Njemačka   | 5  | 4  | 1  | 36 | 15 | +21 | 0.800    |
| Švedska    | 5  | 3  | 2  | 20 | 27 | -7  | 0.600    |
| Hrvatska   | 5  | 2  | 3  | 26 | 38 | -12 | 0.400    |
| Austrija   | 5  | 1  | 4  | 13 | 44 | -31 | 0.200    |
| Češka      | 5  | 0  | 5  | 2  | 37 | -35 | 0.000    |

Skupina "B" 
- 1. kolo, 7. i 8. rujna

7. rujna Španjolska - Uj. Kraljevstvo 12:8

8. rujna Ukrajina - Italija 0:13

8. rujna Francuska - Rusija 4:2
- 2. kolo, 9. rujna

Španjolska - Ukrajina 5:4

Italija - Francuska 1:5

Rusija - Uj. Kraljevstvo 7:10
- 3. kolo, 10. rujna

Francuska - Ukrajina 6:2

Španjolska - Rusija 4:0

Italija - Uj. Kraljevstvo 6:0
- 4. kolo, 11. rujna

Francuska - Uj. Kraljevstvo 3:4

Ukrajina - Rusija 4:3

Španjolska - Italija 6:4
- 5. kolo, 12. rujna

Rusija - Italija 2:7

Uj. Kraljevstvo - Ukrajina 9:0

Španjolska - Francuska 6:2
Francuska je prošla dalje zahvaljujući svojoj pobjedi nad Italijom.

Konačna ljestvica:
Skupina B
| Država          | Ut | Pb | Pz | Ps | Pr | RB  | Postotak |
| --------------- | -- | -- | -- | -- | -- | --- | -------- |
| Uj. Kraljevstvo | 5  | 4  | 1  | 35 | 24 | +11 | 0.800    |
| Španjolska      | 5  | 4  | 1  | 29 | 22 | +7  | 0.800    |
| Francuska       | 5  | 3  | 2  | 20 | 15 | +5  | 0.600    |
| Italija         | 5  | 3  | 2  | 31 | 13 | +18 | 0.600    |
| Ukrajina        | 5  | 1  | 4  | 10 | 36 | -26 | 0.200    |
| Rusija          | 5  | 0  | 5  | 14 | 29 | -15 | 0.000    |

### Susreti za poredak od 7. – 12. mjesta
13. rujna
- za 11. mjesto:

Rusija - Austrija 7:2
- za 9. mjesto:

Hrvatska - Ukrajina 2:1
- za 7. mjesto:

Italija - Češka 7:2

### Za 1. – 6. mjesto
Rezultati iz prvog kruga natjecanja se prenose u završničnu skupinu, u kojoj se za odličja izabrane vrste bore po jednostrukom ligaškom sustavu.
- 1. kolo, 14. rujna

 Nizozemska -  Francuska 18:0

 Španjolska -  Njemačka 11:3 

 Uj. Kraljevstvo -  Švedska 10:7
- 2. kolo, 15. rujna

 Francuska -  Švedska 10:0

 Španjolska -  Nizozemska - 10:8

 Uj. Kraljevstvo -  Njemačka 5:7
- 3. kolo, 16. rujna

 Njemačka -   Francuska 7:1

 Španjolska -  Švedska 8:5

 Nizozemska -  Uj. Kraljevstvo 6:1
| Država          | Ut | Pb | Pz | Ps | Pr | RB  | Postotak | Dod. mjerilo*    |
| --------------- | -- | -- | -- | -- | -- | --- | -------- | ---------------- |
| Nizozemska      | 5  | 5  | 0  | 54 | 14 | +40 | 1.000    |                  |
| Uj. Kraljevstvo | 5  | 3  | 2  | 32 | 31 | +1  | 0.600    | 1:1, 7,50 RA/9s. |
| Španjolska      | 5  | 3  | 2  | 41 | 32 | +9  | 0.600    | 1:1, 7,94 RA/9s. |
| Njemačka        | 5  | 3  | 2  | 29 | 24 | +5  | 0.600    | 1:1, 8,00 RA/9s. |
| Francuska       | 5  | 1  | 4  | 16 | 35 | -19 | 0.200    |                  |
| Švedska         | 5  | 0  | 5  | 15 | 51 | -36 | 0.000    |                  |

* Dod. mjerila:

1) međusobne pobjede i porazi

2) optrčavanja po 9 obrambenim serijama
| Mj. | Država          | Kvalificirali se na               |
| --- | --------------- | --------------------------------- |
| .   | Nizozemska      | OI 2008., SP 2009. EP 2009.       |
| .   | Uj. Kraljevstvo | SP 2009. EP 2009.                 |
| .   | Španjolska      | kval. OI 2008., SP 2009. EP 2009. |
| 4.  | Njemačka        | kval. OI 2008., SP 2009. EP 2009. |
| 5.  | Francuska       | EP 2009.                          |
| 6.  | Švedska         | EP 2009.                          |
| 7.  | Italija         | EP 2009.                          |
| 8.  | Hrvatska        | EP 2009.                          |
| 9.  | Ukrajina        | EP 2009.                          |
| 10. | Rusija          | EP 2009.                          |
| 11. | Austrija        |                                   |
| 12. | Češka           |                                   |

Nizozemska se izravno plasirala na OI 2008.

Španjolska i Njemačka moraju proći izlučni turnir za OI za moći otići na OI.

Uj. Kraljevstvo, iako se kvalificiralo, nije bilo u mogućnosti sudjelovati zbog financijskih razloga i zamijenila ga je Njemačka.

Nizozemska, Uj. Kraljevstvo, Španjolska i Njemačka su se plasirale na SP 2009.

2008., Austrija i Češka moraju igrati kvalikacijske susrete za opstanak u najvišem razredu EP-a, jer samo deset najboljih sudjeluju na glavnom turniru.

## Vanjske poveznice
- Hrvatski baseball savez Izvješća sa susreta na EP-u